# Mónica Fernández Balboa
Mónica Fernández Balboa (Teapa, 4 luglio 1966) è una politica messicana, presidente del Senato dal 2019 al 2020.

## Biografia
Nata a Teapa, città nel Tabasco, il 4 luglio 1966, si laurea in architettura nel 1989 presso l'Università Autonoma di Guadalajara. Consegue poi un master in storia dell'arte all'Università di Parigi.

### Carriera politica
Entra in politica nel 1992 ricoprendo l'incarico di capo del dipartimento delle operazioni nel segretariato del turismo dello stato del Tabasco. Diviene nel 1995 coordinatrice dell'informazione politica ed elettorale dell'Istituto elettrorale del Chiapas.
Dal 1995 al 2000 è segretaria della direzione generale di sostegno alle istituzioni politiche, sociali e civili presso il segretariato dell'interno del Messico.
Nel 2000 entra a far parte del gabinetto statale di Alfonso Sánchez Anaya, governatore del Tlaxcala, diventando coordinatrice generale della comunicazione sociale e delle relazioni pubbliche. L'anno dopo diviene invece rappresentante del governo di Città del Messico, carica in cui rimane fino al 2005. In quel periodo militava nel Partito della Rivoluzione Democratica, allora governato dal politico Leonel Cota Montaño.
Nel 2006 viene eletta, per una durata di tre anni, deputata federale in rappresentanza del sesto distretto del Tabasco. Nel 2013 viene nominata dal governatore del Tabasco Arturo Núñez Jiménez segretaria dello sviluppo sociale, rimanendo fino al febbraio dell'anno successivo, dimettendosi per motivi personali. Dal 2012 fa parte del partito Morena.
Nel 2018, all'interno della coalizione Juntos Haremos Historia, viene eletta senatrice per il periodo 2018-2024, diventando inoltre vicepresidente di tale Camera. Nell'agosto 2019 viene scelta invece come presidente del Senato, carica che assume per il periodo 2019-2020.

## Vita privata
È stata sposata col politico Carlos Rojas Gutiérrez, fino alla morte di lui, avvenuta nel 2024.